# EVVA

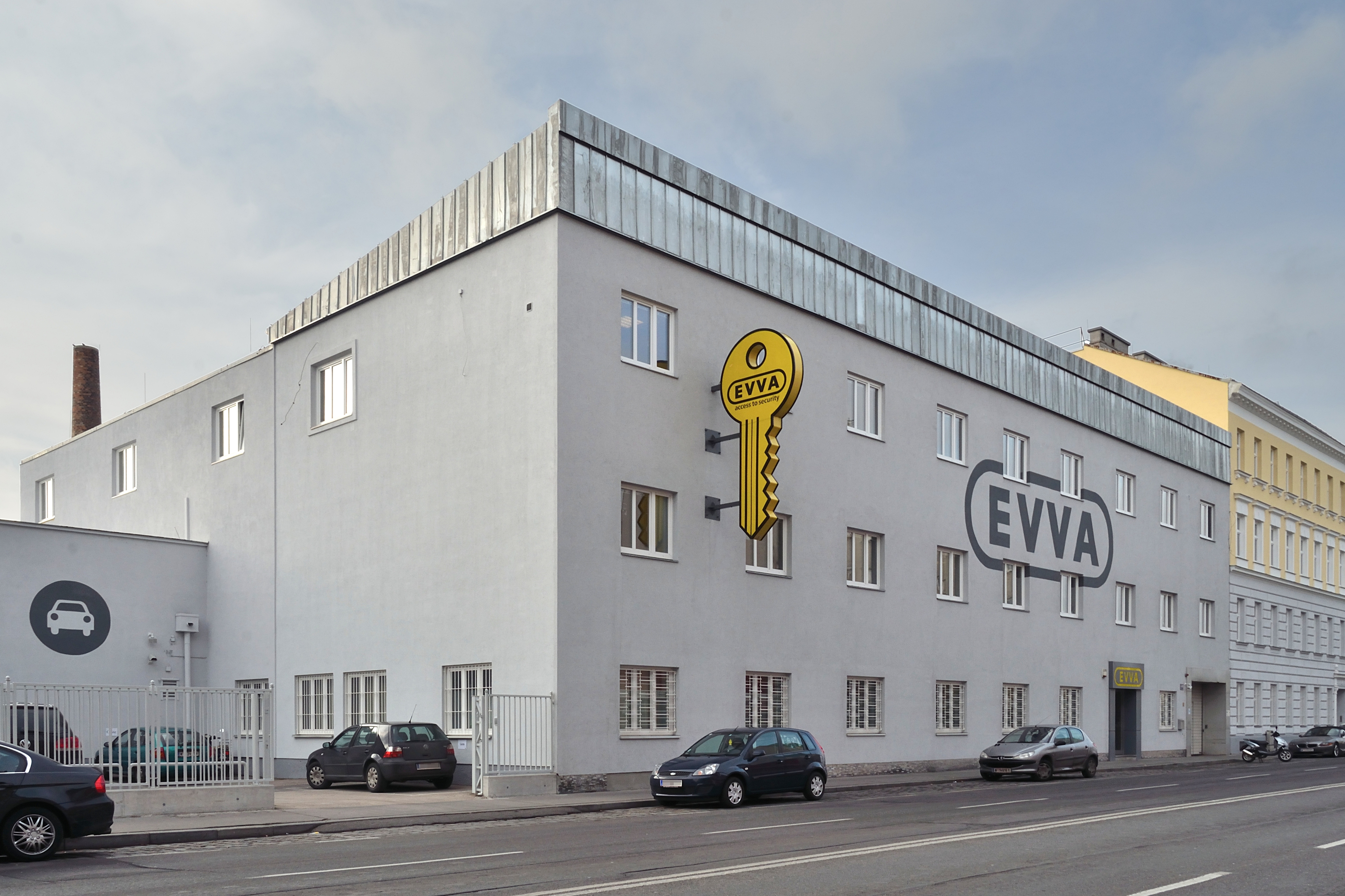
Unternehmenszentrale in der Wienerbergstraße in Wien

Die EVVA Sicherheitstechnologie GmbH ist ein österreichischer Sicherheitstechnik-Hersteller für mechanische sowie elektronische Schließsysteme und Zutrittskontrollen. Der Hauptsitz befindet sich in Wien auf der Wienerbergstraße.

## Geschichte

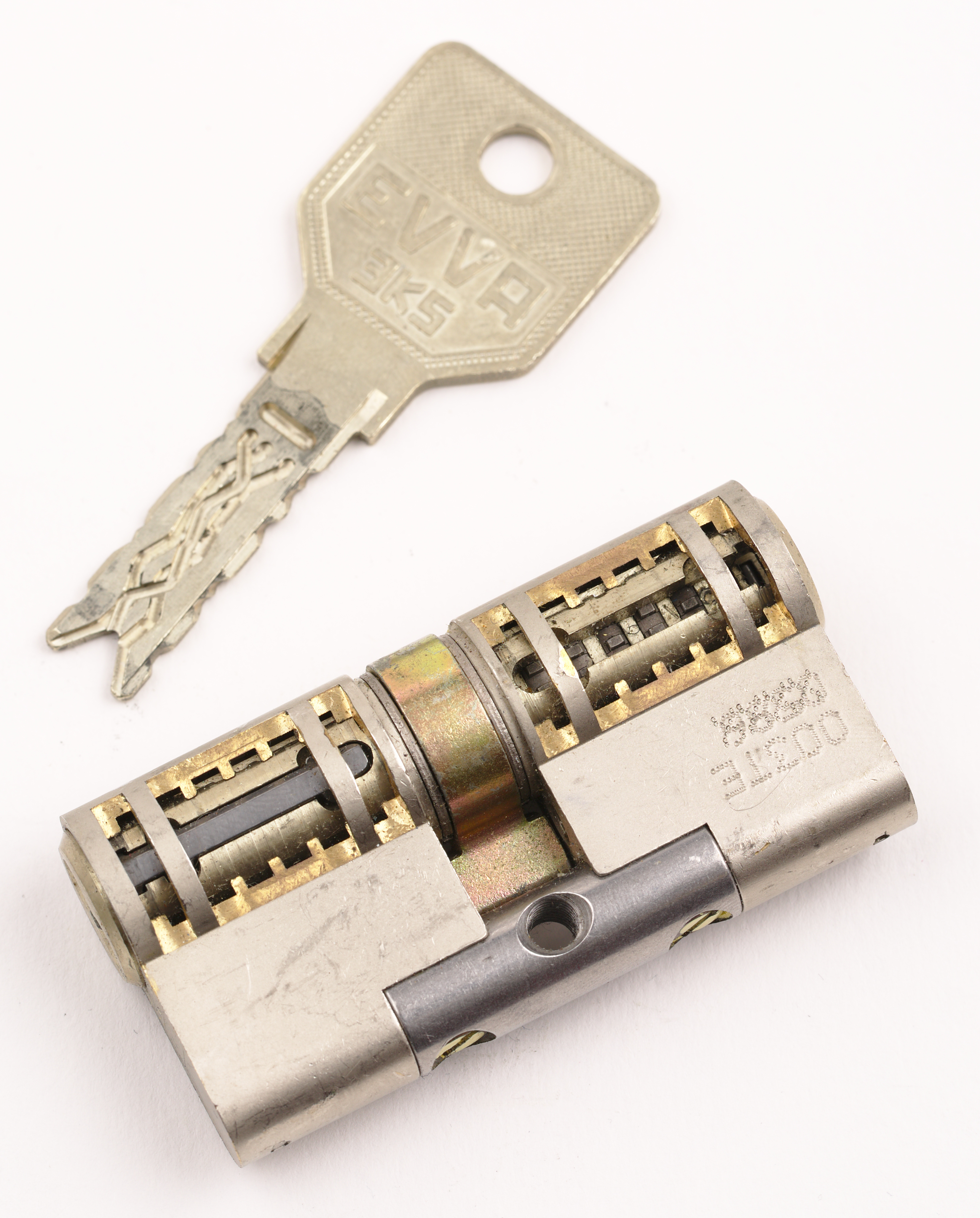
3KS-Schlüssel und -Zylinder

Die Firma wurde 1919 als feinmechanischer Gewerbebetrieb unter der Bezeichnung Erfindungs-Versuchs-Verwertungs-Anstalt (EVVA) gegründet und spezialisierte sich in den Folgejahren auf die Herstellung von Schließzylindern. 1937 erhielt man ein erstes Patent für ein Zylindervorhangschloss in Österreich. Bis heute hält EVVA über 200 nationale und internationale Patente. 1973 übernahm Nikolaus Bujas das Unternehmen und gründete ein Jahr darauf die EVVA-Forschungs- und Entwicklungsabteilung. 1976 wurde das Profilsystem GPI (Grund-Profil-Integriert) entwickelt und ein Jahr später ELCA-Krefeld gegründet. Noch im selben Jahr entwickelte EVVA Entwicklung ein EDV-System zur Errechnung und lückenlosen Gegenkontrolle von Schließanlagen. Es folgte 1979 die Entwicklung des Systems MCS (Magnet-Code-System).
Im Jahr 1993 erhielt EVVA als erstes Unternehmen der Branche die ISO 9001-Zertifizierung und entwickelte das 3KS (3-Kurven-System). 1998 folgte die Entwicklung der elektronischen Zutrittskontrollen XS, SXS und ACM und des Systems MCS (Magnet-Code-System) als Modulsystem.

### Entwicklung ab 2000
Im Jahr 2000 entwickelte EVVA das Wendeschlüsselsystem DUAL und verbesserte das System DPI (Doppel-Profil-Integriert) in Modulbauweise. Im Folgejahr war EVVA mit an der Entwicklung des Systems SALTO (Smart Access Locking System) beteiligt und gründete die Tochtergesellschaft EVVA-Sicherheitssysteme als Systemintegrator. 2002 folgte der elektronische Motorzylinder EMZY „MKT 35“. Im Jahr 2004 verfügte das Unternehmen über 8 Niederlassungen und Fertigungsstandorte in Europa mit etwa 800 Mitarbeitern. Ein Jahr später entwickelte EVVA den „i-Locker“, ein elektronisches Schloss z. B. für Garderobenkästchen und Büroschränke, und 2006 neue mechanische (EPS, ICS, 3KSplus) und elektronische Schließsysteme.
Es folgte 2007 die Entwicklung eines batteriebetriebenen elektronischen Knaufzylinders, dem ersten Modell am Markt mit iButton-Technologie; gleichzeitig war die Markteinführung des 3KSplus. Weitere neu am Markt eingeführte Systeme waren 2008 das EPS (Erweitertes-Profil-System) und ein Jahr später die Schließsysteme ICS (Innen-Codiert-System) und e-primo, ein elektronischer Zylinder für Privatpersonen. 2009 feierte das Unternehmen sein 90-Jahre-Jubiläum und gründete die EVVA Sicherheitsschlösser GmbH in Velbert, Deutschland. Laut Erfindungsranking des Patentamtes war EVVA 2010 zum wiederholten Male das innovativste Sicherheitsunternehmen Österreichs und errichtete im gleichen Jahr eine neue Niederlassung in Schweden. 2011 präsentierte EVVA im Nachhaltigkeitsbericht sein CSR-Engagement (Corporate Social Responsibility) in den Bereichen Wirtschaft, Umwelt und Soziales/Mitarbeiter. Der Bericht war nach den Richtlinien der Global Reporting Initiative gestaltet. 2014 erfolgte die Freigabe von zwei neuen elektronischen Zutrittsystemen namens AirKey und Xesar.
2019 feierte das Unternehmen sein 100-jähriges Jubiläum.

## Niederlassungen
Das Unternehmen hat in Europa 11 Niederlassungen (Österreich, Deutschland, Schweiz, Niederlande, Belgien, Frankreich, Italien, Schweden, Tschechien, Slowakei und Polen) und ist durch Distributoren weltweit vertreten.

## Produktkategorien
EVVA bietet mechanische Schließsysteme wie z. B. Schließzylinder 4KS (4-Kurven-System), MCS (Magnet-Code-System), ICS (Innen-Codiert-System) und EPS (Erweitertes-Profil-System), sowie elektronische Zutrittskontrollsysteme wie AirKey, Xesar, e-primo und EMZY. Außerdem werden Zusatzabsicherungen wie Balkenriegel, Schutzbeschläge, Zusatzschlösser u. a. angeboten. Damit hat EVVA Lösungen für Wohnhausanlagen & -objekte, für Gemeinschaftswohngebäude, Büro-, Handels- und Gastronomiegebäude im Sortiment, ebenso für Infrastruktureinrichtungen, Industrieobjekte, Privatwohnungen und Gebäude aus dem Bildungs-, Gesundheits-, Freizeit- und Kultursektor.

## Auszeichnungen
- 1980: Staatliche Auszeichnung
- 1999: Ökoprofit-Auszeichnung
- 2002: „Öko Business Award“ für die Modulbauweise für Schließzylinder[19]
- 2004: „Leonardo Award“ für die beste Lösung im Bereich Automation[20]
- 2008: „Ökoprofit-Auszeichnung der Stadt Wien“ für erstklassiges Umweltmanagement seit 6 Jahren in Folge[21]
- 2012: Trigos-Preis in der Kategorie Ökologie unter anderem für das „Clean Production“ (ölfreie Fertigung) der Zylinderkerne[22]
- 2012: Red Dot Design Award für den formvollendeten Balkenriegel[23]
- 2023: Energy Globe Award in der Kategorie „Wasser“[24]